# Střední uměleckoprůmyslová škola Jihlava-Helenín
Střední uměleckoprůmyslová škola Jihlava-Helenín sídlí v jihlavské čtvrti Helenín na místě někdejšího středověkého mlýna a textilní továrny z devatenáctého století. Škola vznikla v roce 1948 jako učňovská se zaměřením na pletařství, ale již od roku 1954 je školou střední. V roce 2006 pak textilní obory ustoupily intenzivnímu uměleckému zaměření.

## Historie školy
Dne 1. října 1949 byl zahájen provoz učňovské pletařské školy s internátem v části budovy bývalé textilní továrny; 1. září 1958 bylo učňovské středisko n.p. Modeta zrušeno a všechny budovy s přilehlými prostory byly předány do užívání střední průmyslové škole textilní. V roce 2006 byla postupná proměna struktury školy směrem k uměleckým oborům stvrzena i novým názvem Střední uměleckoprůmyslová škola.
V roce 2023 byla škola přejmenována z názvu Střední uměleckoprůmyslová škola Jihlava-Helenín, Hálkova 42 na Střední uměleckoprůmyslová škola Jihlava-Helenín.

## Historie budovy
Škola má k dispozici prostory někdejších továrních budov, ale také neogotického sídla, které nechal majitel Karel Löw vystavět pro svou rodinu. Součástí je v roce 2021 restaurovaný Rytířský sál. V polovině devatenáctého století koupil zdejší mlýn J. Morwitz a přestavěl ho na soukenickou továrnu. V roce 1860 prodal továrnu Brňanům K. Schmalovi a Adolfu Löwovi. Ti továrnu výrazně rozšířili a vybudovali také kolonii dělnických domků, čímž vznikl základ pro nynější městskou část Helenín. Koncem roku 1946 byla Löwova továrna znárodněna a přebudovávána pro potřeby učňovské školy n. p. Modeta. 

## Současnost
V školním roce 2021/22 se ve škole vyučovaly tyto studijní obory:
- Umělecké
  - Design interiéru a bytových doplňků

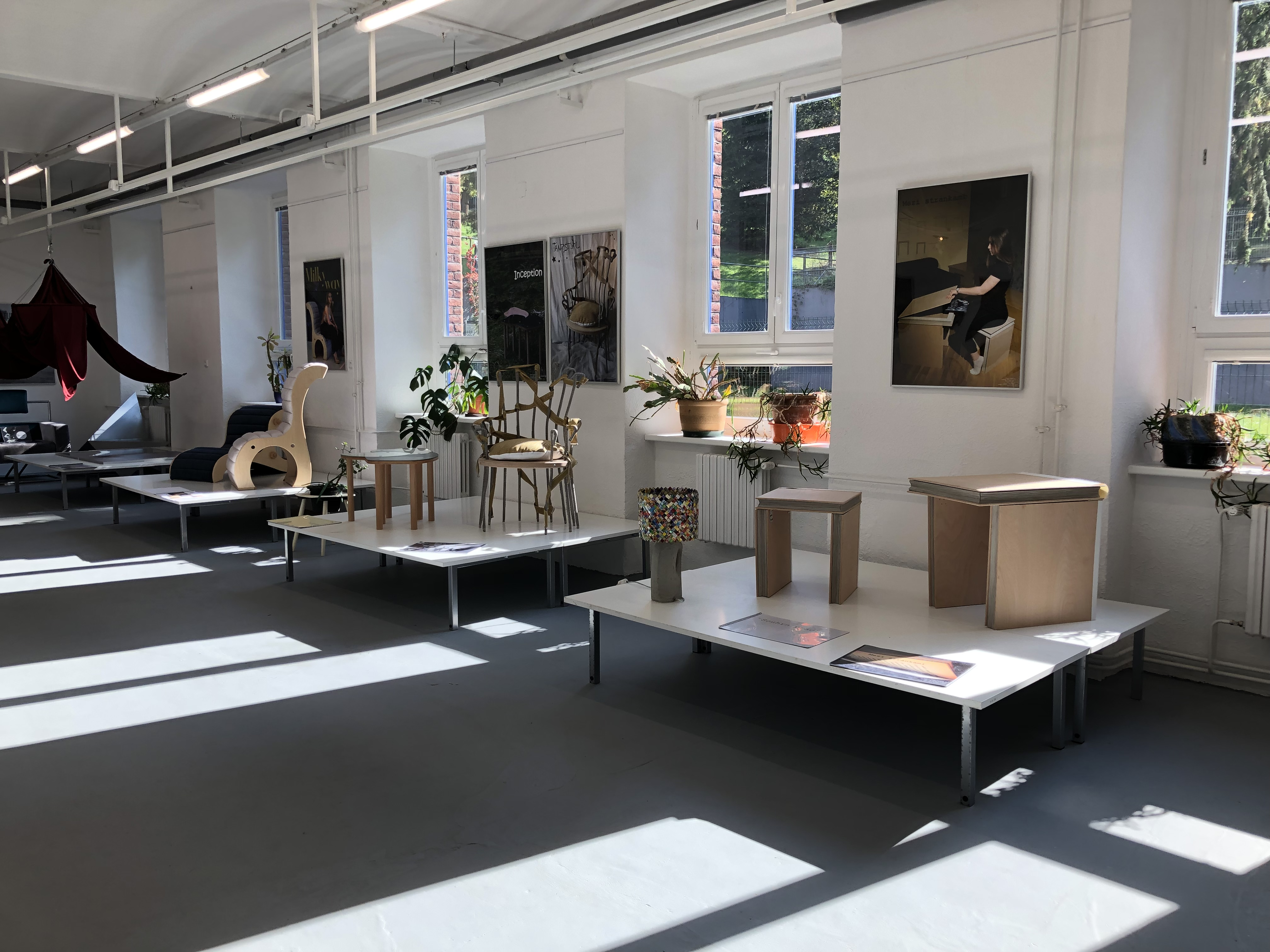
Design interiéru a bytových doplňků

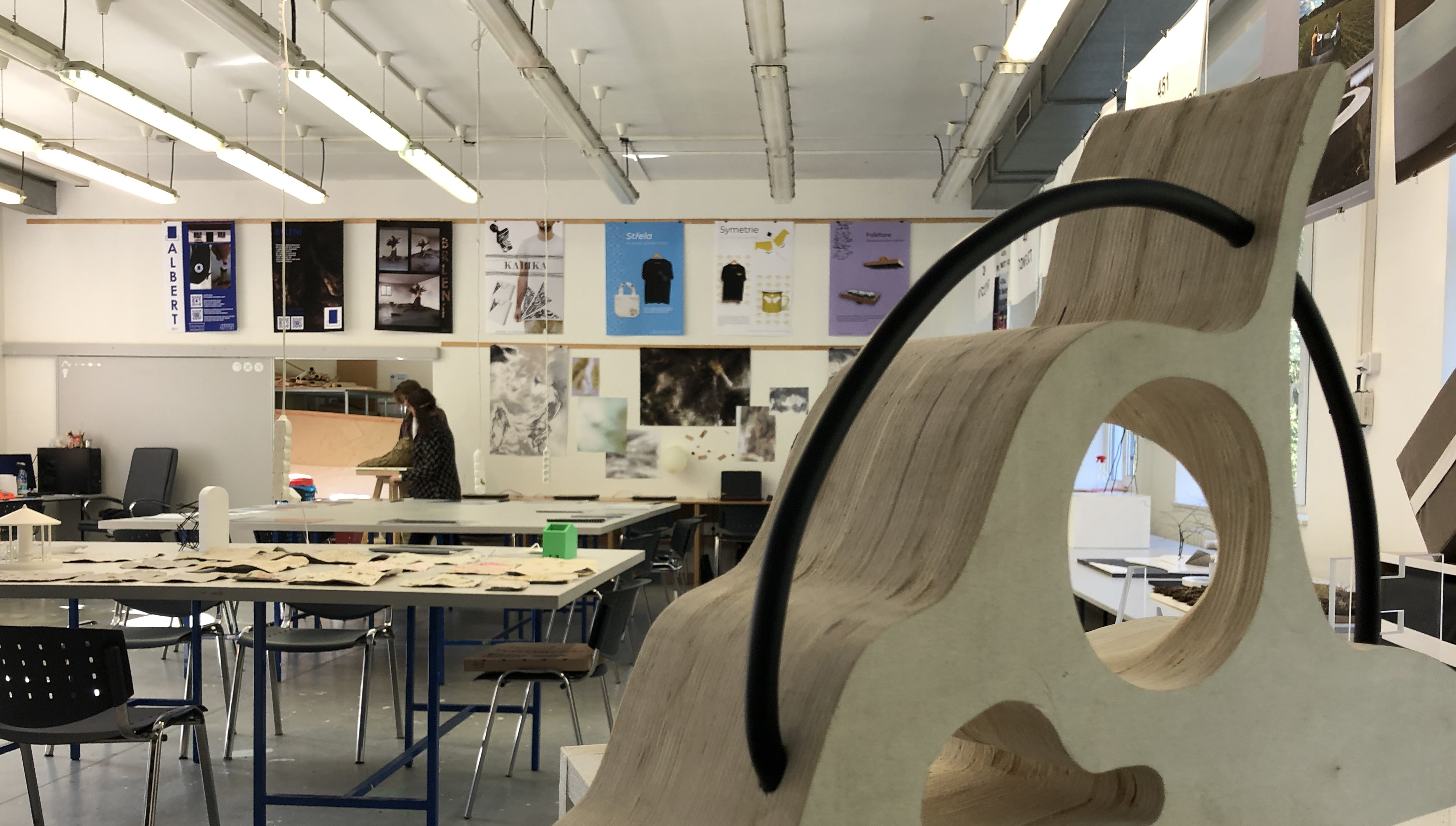
Design a vizuální komunikace

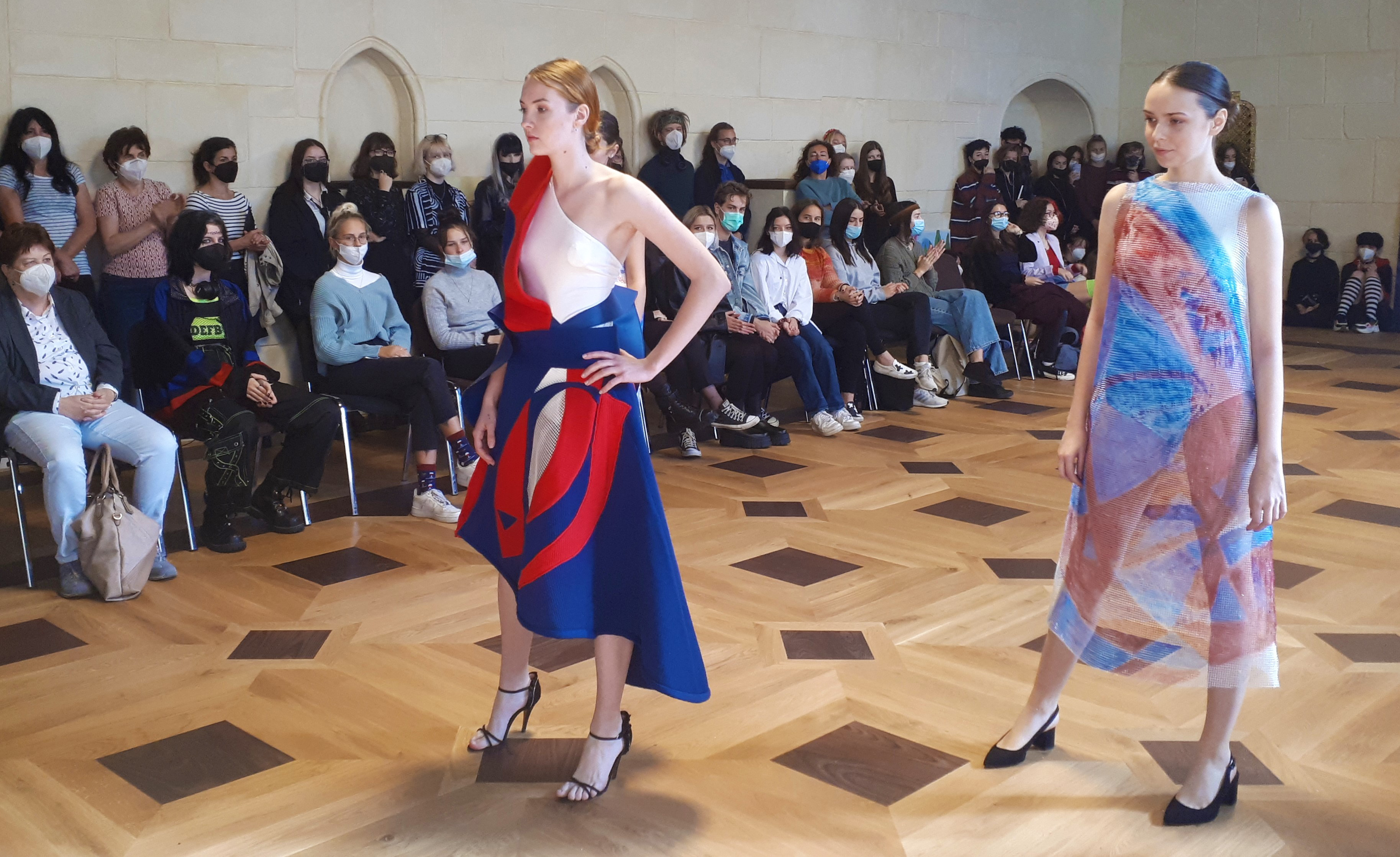
Design oděvu a módních doplňků

  - Design a vizuální komunikace
  - Design oděvu a módních doplňků
  - Malba a ilustrace
  - Reklamní tvorba
- Ekonomický obor
  - Arts management